# Campionato italiano a squadre di calcio da tavolo 2008
Il Campionato italiano a squadre di calcio da tavolo del 2008 si è svolto a Pisa, il girone di andata, e Fiumicino, il girone di ritorno.

## Classifica
|  | Classifica Finale 2008   | PUNTI | V  | N | P  |
|  | Black & Blue Pisa        | 41    | 12 | 5 | 1  |
|  | F.lli Bari Reggio Emilia | 40    | 12 | 4 | 2  |
|  | Perugia                  | 33    | 10 | 3 | 5  |
|  | Bologna Tigers           | 28    | 7  | 7 | 4  |
|  | Stella Artois            | 27    | 7  | 6 | 5  |
|  | Eagles Napoli            | 24    | 6  | 6 | 6  |
|  | Black Rose               | 17    | 4  | 5 | 9  |
|  | Dinamis Falconara        | 17    | 4  | 5 | 9  |
|  | Bari                     | 10    | 2  | 4 | 12 |
|  | Palermo                  | 10    | 3  | 1 | 14 |

## Formazione della Squadra Campione D'Italia
| Bertelli Simone   |
| Bertelli Daniele  |
| Pochesci Daniele  |
| Pochesci Luigi    |
| Capossela Stefano |
| ----------------- |